# Бернар IV д’Арманьяк
Берна́р IV (1136 — 1193) — представитель гасконского дворянского рода, с 1160 года граф д’Арманьяк и де Фезансак. Сын Жеро III, графа д’Арманьяка и де Фезансака, и Аниселлы (или Адальмюр, или Азельмы) (ок. 1098—1140 или 1160), графини де Фезансак.
Пытаясь установить единоличную власть в регионе, выдвинул на место архиепископа Оша кандидатуру своего человека, но был выбран Жеро де ла Барт. Несмотря на то, что новый архиепископ был его шурином, Бернар IV объявил ему настоящую войну. На протяжении двух лет войска графа разрушали и жгли церкви, осаждали монастыри, громили дома членов коллегии каноников, избиравших архиепископа, разрушили епископский дворец и захватили замок Жеро де ла Барта — Ламагер, из которого тому чудом удалось бежать. С большим трудом их общим друзьям и родственникам удалось их помирить.
В 1150 году женился на Этьенетте де ла Барт, но лишь через двадцать лет, в 1170 году, у них появился сын, будущий Жеро IV. Ещё до этого, не надеясь обрести потомство, Бернар IV объявил наследником своего племянника Бернара д’Арманьяка (1155 † 1202). В 1182 или 1184 году Бернар IV выделил ему из графства Фезансак виконтство Фезансаге.
В 1188 году удалился от дел, передав управление обоими графствами сыну, Жеро IV.
Несмотря на чрезвычайную запутанность в исследовании отпрысков дома д’Арманьяк того времени, можно предположить, что у Бернара IV, кроме сына, была ещё дочь, Мари, которая постриглась в монастыре Сен-Мари-де-Каризо, а после, если верить отцу Ансельму, со ссылкой на Ойенара, стала учредительницей и аббатисой Нотр-Дам де Шерзи в Бургундии, где почиталась как святая.
Считается, что именно Бернар IV первым принял герб, сопровождавший дом д’Арманьяков на протяжении всего его существования: «на серебре червленый лев».